# Fira de Barcelona

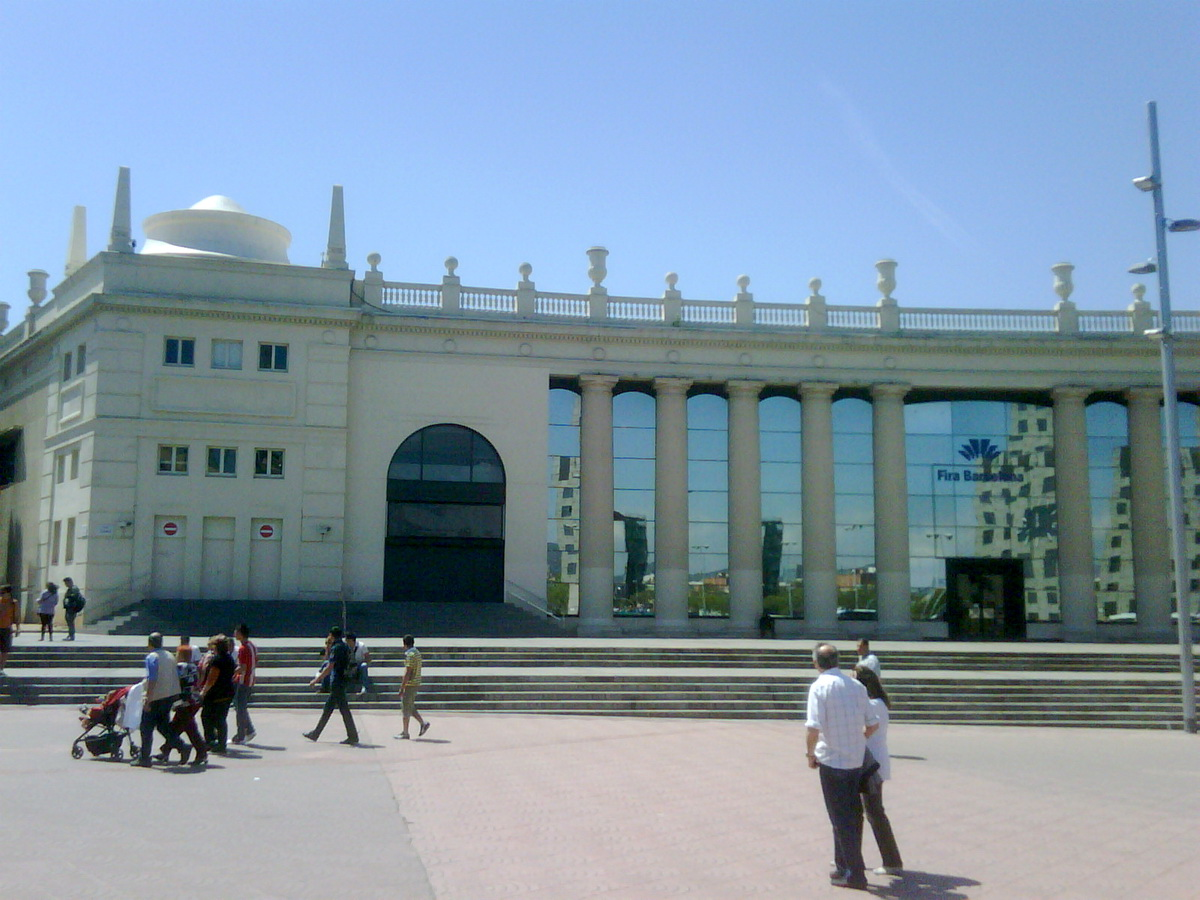
Palau del Vestit, obecnie Fira de Barcelona

Fira de Barcelona – mające 365 tys. m², powierzchni wystawowej kompleks biznesowo-handlowy, jednego z największych targów na świecie. Fira de Barcelona odgrywa strategiczną rolę w hiszpańskiej  gospodarce jako baza promocji ekonomicznej oraz międzynarodowej prezentacji firm. Fira de Barcelona to bardzo kompleksowe centrum biznesowe, oferując wystawcom szeroką gamę wysokiej jakości usług: catering, hotele oraz zakwaterowanie, system akredytacji online, telefonię, Wi-Fi, elektryczność, wodę i połączenia skompresowanym powietrzem. Podczas prac poszerzających ulicę Gran Vía, co doprowadziło do znaczącego wzrostu w wielkości przestrzeni wystawowej w Fira de Barcelona. Obecnie jest to drugie co do wielkości największe centrum wystawowe w Europie. Cały kompleks znajduje się w pobliżu stacji Espanya barcelońskiego metra.